# Wollersleben
Wollersleben is een dorp in de Landkreis Nordhausen in de Duitse deelstaat Thüringen. Het dorp wordt voor het eerst genoemd in een oorkonde uit 1253.
Tot 1950 was het een zelfstandige gemeente. Sindsdien maakte Wollersleben deel uit van de gemeente Nohra tot deze op 1 januari 2019 opging in de gemeente Bleicherode.
Bleicherode · Bliedungen · Elende · Etzelsrode · Friedrichsthal · Gratzungen · Hainrode · Helenenhof · Hünstein · Kinderode · Kleinbodungen · Königsthal · Kraja · Mitteldorf · Mörbach · Nohra · Oberdorf · Obergebra · Pustleben · Wernrode · Wipperdorf · Wollersleben · Wolkramshausen